# Andreas List
Andreas List (* 2. Januar 1904 in München; † 3. November 1956 in Söcking (Starnberg)) war ein deutscher Verwaltungsjurist und Leiter des bayerischen Landwirtschaftsamtes München.

## Leben
Nach dem Abitur am Theresien-Gymnasium München im Jahre 1923 absolvierte Andreas List ein Studium der Rechtswissenschaften an der Ludwig-Maximilians-Universität München (Mitglied der katholischen Studentenverbindung Trifels) und der Julius-Maximilians-Universität Würzburg, legte 1928 die erste juristische Staatsprüfung ab und kam während des dreijährigen Vorbereitungsdienstes als Referendar zum Amts- und Landgericht München I sowie zur Stadtverwaltung München. Nachdem er am 3. Februar 1930 zum Dr. iur. promoviert hatte, folgte im Juli 1931 das Große juristische Staatsexamen. Zunächst als Assessor und Hilfsarbeiter bei einem Anwalt eingesetzt, kam er am 1. September 1932 als Assessor zur Regierung von Oberbayern. Von September 1933 an war er als Regierungsrat beim Bezirksamt Landau an der Isar tätig, bis er am 1. März 1937 zur Regierung von Niederbayern wechselte und bereits im Juni 1937 dem Polizeipräsidium Nürnberg zugewiesen wurde. Im Dezember 1939 wurde er zum Staatsministerium für Wirtschaft abgeordnet, wo er stellvertretend (kommissarisch) das Bewirtschaftungsamt für den Wehrwirtschaftsbezirk VII leitete. Im Februar 1940 dorthin versetzt, wurde er stellvertretender Leiter der Behörde. Im Juni 1940 zum Oberregierungsrat befördert, übernahm er zwei Jahre später die Stelle des beurlaubten Leiters des Führungsstabes Wirtschaft und des Landwirtschaftsamtes. Vom 1. Juli 1942 bis zum Ende des Zweiten Weltkriegs war List definitiv Leiter des bayerischen Landwirtschaftsamtes in München, das dem Staatsministerium für Wirtschaft unterstellt war. 
Zunächst im Mai 1945 „bis auf weiteres“ beurlaubt, folgte im Entnazifizierungsverfahren am 19. März 1948 durch die Spruchkammer Starnberg die Einstufung in die Gruppe V (Entlastete).
So wurde List Hauptgeschäftsführer des Landesverbandes bayrischer Bauinnungen. 
Ihm wurde – vorübergehend – vom 1. April 1951 an ein Übergangs-Ruhegehalt zugebilligt, bis er am 1. Oktober 1955 Direktor der Bau-Berufsgenossenschaft wurde. List verstarb im Amt. 
List engagierte sich politisch und war in den Jahren von 1918 bis 1921 in der Bürger-/Einwohnerwehr und als Zeitfreiwilliger im Freikorps Epp Teilnehmer an den Kämpfen im Ruhrgebiet. Von 1921 bis zum 9. November 1923 war er Mitglied der NSDAP (Mitgliedsnummer 1.904). Zum 1. Mai 1933 schloss er sich der neu gegründeten NSDAP an (Mitgliedsnummer 2.944.262). Am 1. November 1933 trat er der SA und am 30. November 1938 der SS (SS-Nummer 307.456) bei. Zuletzt bekleidete er dort den Rang eines Sturmbannführers.